# 宇宙船XL-5
『宇宙船XL-5』（原題：FIREBALL XL5）は、1962年にイギリスでジェリー・アンダーソンによって作られた特撮人形劇である。

## 概要
『スーパーカー』に続くSF特撮人形劇「スーパーマリオネーション」の第2弾。
『スーパーカー』が宇宙に到達することで終わっていることを受け、次回作の本作は宇宙を舞台とした物語となった。単なるSFヒーロー物でなく、同型船が何台も存在する設定や、惑星着陸に手間をかけるなどの演出がある。イギリス、日本のほか、アメリカでも放送されている。またシルヴィアはこの作品が始まる前に、ジェリーと結婚している。

### 日本での放送
日本では1963年4月5日から同年12月27日までフジテレビで放送。田辺製薬（現・田辺三菱製薬）の一社提供で、「宇宙で生きぬこう」という副題が添えられていた。これは、当時田辺製薬が発売していた「アスパラ」のキャッチフレーズ「アスパラで生きぬこう」に因む。
第11話まではナレーションが無かったが、第12話から谷啓がナレーターとなり、番組タイトルもこの回をもって『谷啓の宇宙冒険』に変更された。こうして日本語版で1クールも行かないうちにテコ入れが行われ、タイトル・オープニング・声優の変更、原語版にないナレーターが追加される等は、以後のアンダーソン作品でも『地球防衛軍テラホークス』まで行われている。1964年に再放送されたが、その後の太平洋テレビの倒産によって日本語フィルムは紛失している。一部の話数のみ字幕でソフト化されている。
2017年3月より動画配信サービス『スーパー！ドラマ クラシック』で50数年ぶりに日本語字幕で全話配信され、2020年2月に『スーパー！ドラマTV』で日本語字幕版で放映された。

## 登場人物
日本語吹き替え版での担当声優は、第12話での改題を境に一新されている。
スティーヴ・ゾディアック大佐
声：中野誠也 → 金内吉男（日本語吹き替え版）
主人公でパイロットで二枚目。
ビーナス
声：シルヴィア・アンダーソン（英語版） / 河内桃子 → 向井真理子（日本語吹き替え版）
ヒロインで主人公の相棒で医療担当。
マシュウ・マット・マティック教授
声：袋正 → 大塚周夫（日本語吹き替え版）
メカや科学に強い博士。
ロバート
声：ジェリー・アンダーソン（英語版） / 小美野欣二 → 太田淑子（日本語吹き替え版）
ロボット。怒ると頭上から煙を噴く。
ズーニー
宇宙生物。ラズーンという種族で、猿のような外見をしている。
日本語吹き替え版におけるこのキャラクターの担当声優に関する情報は無い。
ゼロ司令官
声：山崎直衛 → 池田忠夫（日本語吹き替え版）
本部で指揮を執る司令官。
ナレーター
声：谷啓（日本語吹き替え版）
第12話から。

## 登場メカ
XL-5号は、複数存在する同型の宇宙船の一つで、地球の基地から補助ロケットにより発進レール上を滑走して発進するロケット型宇宙船である。XL-5の目的は宇宙探査。先頭部はXLジュニアと呼ばれ、分離して着陸シャトルになり、様々な星で様々な異星人（多くは人間型である）に遭遇する。基地に帰還する際には、胴体の下部からのロケット噴射で垂直に下降して着陸する。乗員も含め、地球人は宇宙空間に出る時には、「固形酸素」を飲んで宇宙服無しで活動できるという設定になっていた。
XL-5等の呼び方については、日本語版でも英語式の連音が用いられ、「エクス・エル・ファイブ」ではなく「エクセル・ファイブ」、「エクセル・ジュニア」とされていた。

## サブタイトルリスト
参照『ジェリー・アンダーソン メカニック大全』、『「スーパー！ドラマTV」Webサイト』
| 英 | D  | 日 | 邦題                     | 原題                                 | 英国 初放送日 | 日本 初放送日 | 監督                     | 脚本                            |
| -- | -- | -- | ------------------------ | ------------------------------------ | ------------- | ------------- | ------------------------ | ------------------------------- |
| 2  | 5  | 1  | 呪われた惑星             | The Doomed Planet                    | 62/11/04      | 63/04/05      | アラン・パティロ         | アラン・フェネル                |
| 1  | 1  | 2  | 危うし！ ヴィーナス      | Planet 46                            | 62/10/28      | 63/04/12      | ジェリー・アンダーソン   | ジェリー&シルビア・アンダーソン |
| 4  | 6  | 3  | 恐怖の蔦                 | Plant Man from Space                 | 62/11/18      | 63/04/19      | ジョン・ケリー           | アンソニー・マリオット          |
| 6  | 7  | 4  | ミラスの神殿             | The Sun Temple                       | 62/12/02      | 63/04/26      | ビル・ハリス             | アラン・フェネル                |
| 37 | 2  | 5  | 催眠惑星                 | Hypnotic Sphere                      | 63/10/13      | 63/05/03      | アラン・パティロ         | アラン・フェネル                |
| 13 | 3  | 6  | 暗殺計画を阻止せよ       | Planet of Platonia                   | 63/01/20      | 63/05/10      | デイヴィッド・エリオット | アラン・フェネル                |
| 5  | 11 | 7  | 第12ステーション異常あり | Spy in Space                         | 62/11/25      | 63/05/17      | アラン・パティロ         | アラン・フェネル                |
| 11 | 9  | 8  | 怪獣現わる               | Space Monster                        | 63/01/06      | 63/05/24      | ジョン・ケリー           | ジェリー&シルビア・アンダーソン |
| 18 | 21 | 9  | 頑張れ中尉!!             | Flight to Danger                     | 63/02/24      | 63/05/31      | デイヴィッド・エリオット | アラン・フェネル                |
| 3  | 8  | 10 | 小人の星                 | Space Immigrants                     | 62/11/11      | 63/06/07      | アラン・パティロ         | アンソニー・マリオット          |
| 8  | 13 | 11 | 宇宙海賊                 | Space Pirates                        | 62/12/16      | 63/06/14      | ビル・ハリス             | アンソニー・マリオット          |
| 10 | 15 | 12 | 宇宙ギャング団           | Space Pen                            | 62/12/30      | 63/06/21      | ジョン・ケリー           | デニス・スプーナー              |
| 9  | 10 | 13 | 宇宙大サーカス           | Flying Zodiac                        | 62/12/23      | 63/06/28      | ビル・ハリス             | アンソニー・マリオット          |
| 14 | 18 | 14 | 巨人遊星                 | The Triads                           | 63/01/27      | 63/07/05      | アラン・パティロ         | アラン・フェネル                |
| 12 | 14 | 15 | クーダスの復讐           | The Last of the Zanadus              | 63/01/13      | 63/07/12      | アラン・パティロ         | アンソニー・マリオット          |
| 16 | 16 | 16 | 危うし教授！             | Convict in Space                     | 63/02/10      | 63/07/19      | ビル・ハリス             | アラン・フェネル                |
| 7  | 12 | 17 | 謎の怪獣                 | XL5 to H2O                           | 62/12/09      | 63/07/26      | ジョン・ケリー           | アラン・フェネル                |
| 27 | 29 | 18 | 爆発一秒前               | The Robot Freighter Mystery          | 63/04/28      | 63/08/02      | デイヴィッド・エリオット | アラン・フェネル                |
| 23 | 23 | 19 | 謎の宇宙船               | Mystery of the TA2                   | 63/03/31      | 63/08/09      | ジョン・ケリー           | デニス・スプーナー              |
| 15 | 17 | 20 | 翼のある殺し屋           | Wings of Danger                      | 63/02/03      | 63/08/16      | デイヴィッド・エリオット | アラン・フェネル                |
| 19 | 20 | 21 | アマゾンの女王           | Prisoner on the Lost Planet          | 63/03/03      | 63/08/23      | ビル・ハリス             | アンソニー・マリオット          |
| 28 | 31 | 22 | 恐怖の笛                 | Whistle for Danger                   | 63/05/05      | 63/08/30      | ジョン・ケリー           | デニス・スプーナー              |
| 21 | 24 | 23 | ロボットの活躍           | Robert to the Rescue                 | 63/03/17      | 63/09/06      | ビル・ハリス             | デニス・スプーナー              |
| 30 | 37 | 24 | 中尉、閣下となる         | A Day in the Life of a Space General | 63/05/19      | 63/09/13      | デイヴィッド・エリオット | アラン・フェネル                |
| 17 | 22 | 25 | 残酷バカンス             | Space Vacation                       | 63/02/17      | 63/09/20      | アラン・パティロ         | デニス・スプーナー              |
| 25 | 28 | 26 | タイムマシン1875年       | 1875                                 | 63/04/14      | 63/09/27      | ビル・ハリス             | アンソニー・マリオット          |
| 33 | 33 | 27 | 冷凍遊星                 | The Day the Earth Froze              | 63/06/09      | 63/10/04      | デイヴィッド・エリオット | アラン・フェネル                |
| 20 | 25 | 28 | 禁断の惑星               | The Forbidden Planet                 | 63/03/10      | 63/10/11      | デイヴィッド・エリオット | アンソニー・マリオット          |
| 24 | 30 | 29 | フル・スピード!!         | Drama at Space City                  | 63/04/07      | 63/10/18      | アラン・パティロ         | アンソニー・マリオット          |
| 26 | 26 | 30 | ロボット戦車隊           | The Granatoid Tanks                  | 63/04/21      | 63/10/25      | アラン・パティロ         | アラン・フェネル                |
| 32 | 32 | 31 | 光速突破!!               | Faster Than Light                    | 63/06/02      | 63/11/01      | ビル・ハリス             | デニス・スプーナー              |
| 22 | 27 | 32 | 無人ロケットの怪         | Dangerous Cargo                      | 63/03/24      | 63/11/08      | ジョン・ケリー           | デニス・スプーナー              |
| 39 | 4  | 33 | 透明生物                 | Space Magnet                         | 63/10/27      | 63/11/15      | ビル・ハリス             | アンソニー・マリオット          |
| 38 | 19 | 34 | ガンマー光線             | Sabotage                             | 63/10/20      | 63/11/22      | ジョン・ケリー           | アンソニー・マリオット          |
| 34 | 39 | 35 | 火の玉攻撃               | The Fire Fighters                    | 63/06/16      | 63/11/29      | ジョン・ケリー           | アラン・フェネル                |
| 36 | 35 | 36 | お化け屋敷               | Ghosts of Space                      | 63/10/06      | 63/12/06      | ジョン・ケリー           | アラン・フェネル                |
| 31 | 34 | 37 | 地球侵略軍               | Invasion Earth                       | 63/05/26      | 63/12/13      | アラン・パティロ         | デニス・スプーナー              |
| 29 | 36 | 38 | ロボット裁判             | Trial by Robot                       | 63/05/12      | 63/12/20      | ビル・ハリス             | アラン・フェネル                |
| 35 | 38 | 39 | 宇宙最優秀パイロット     | Space City Special                   | 63/06/23      | 63/12/27      | アラン・パティロ         | デニス・スプーナー              |

- 英国版DVD・BDには製作番号順に収められた。
- スーパー！ドラマTV放映時には英国初放送順に行われた。

## 映像ソフト

### 日本
- 1985年にエモーションよりビデオソフトが発売された[1]。「催眠惑星」「恐怖の蔦」「ミラスの神殿」「第12ステーション異常あり」を収録[1]。字幕。
- 2005年に東北新社より発売されたDVD『ジェリー・アンダーソン トリプルパック』に『ジョー90』『スーパーカー』と共に「呪われた惑星」「危うし！ヴィーナス」が収録された[1]。字幕。